# Saritschne
Saritschne (ukrainisch Зарічне – bis 1946 Погост/Pohost, Погост-Зарічний/Pohost-Saritschnyj; russisch Заречное/Saretschnoje, polnisch Pohost Zarzeczny) ist eine Siedlung städtischen Typs in der westukrainischen Oblast Riwne mit 6600 Einwohnern (2025). Sie war bis Juli 2020 Verwaltungszentrum des gleichnamigen Rajons Saritschne und liegt am Fluss Styr, nördlich von Riwne nahe der Grenze zu Belarus.

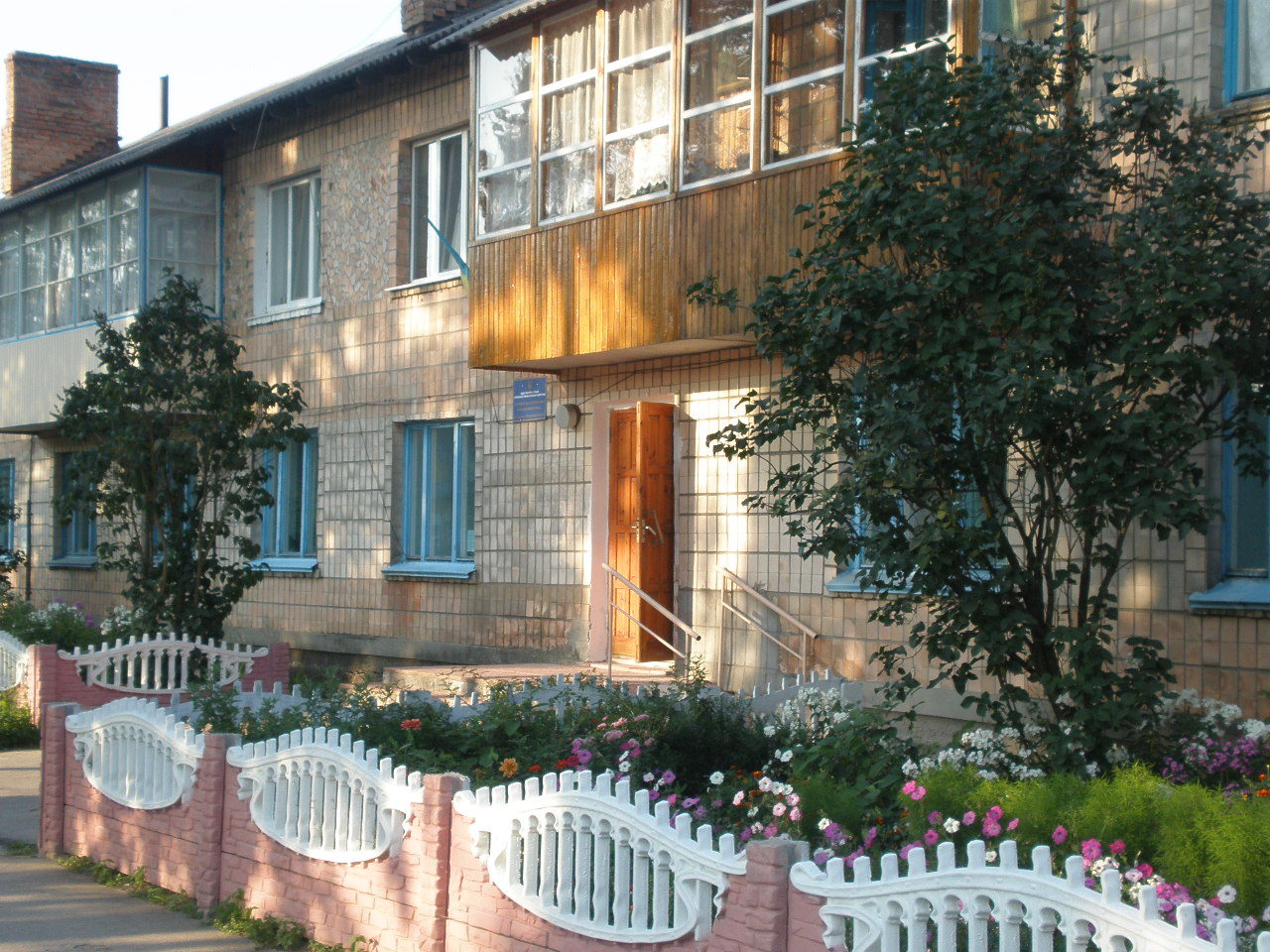
Gebäude im Ort

## Geschichte
Der Ort wurde 1480 zum ersten Mal schriftlich erwähnt und lag bis 1793 als Teil der Adelsrepublik Polen-Litauen in der Woiwodschaft Brześć Litewski. Danach kam es zum neugegründeten Gouvernement Minsk als Teil des Russischen Reiches.
Nach dem Ende des Ersten Weltkrieges wurde der Ort ein Teil der Zweiten Polnischen Republik (Woiwodschaft Polesien, Powiat Pińsk, Gmina Moroczna), nach dem Ausbruch des Zweiten Weltkrieges wurde das Gebiet durch die Sowjetunion und ab 1941 durch Deutschland besetzt. 1945 kam es endgültig zur Sowjetunion und wurde in die Ukrainische SSR eingegliedert, 1991 wurde er schließlich ein Teil der heutigen Ukraine.
Seit 1959 hat Saritschne den Status einer Siedlung städtischen Typs.

## Verkehr
Seit 1968 befindet sich in Saritschne der Endbahnhof der Bahnstrecke Antoniwka–Saritschne.

## Verwaltungsgliederung
Am 12. Juni 2020 wurde die Siedlung städtischen Typs zum Zentrum der neugegründeten Siedlungsgemeinde Saritschne (Зарічненська селищна громада Saritschnenska selyschtschna hromada). Zu dieser zählen auch die 30 in der untenstehenden Tabelle aufgelistetenen Dörfer, bis dahin bildete die Siedlung zusammen mit den Dörfern Iwantschyzi (Іванчиці) und Tschernyn (Чернин) die gleichnamige Siedlungsratsgemeinde Saritschne (Зарічненська селищна рада/Saritschnenska selyschtschna rada) im Zentrum des Rajons Saritschne.
Am 17. Juli 2020 wurde der Ort Teil des Rajons Warasch.
Folgende Orte sind neben dem Hauptort Saritschne Teil der Gemeinde:
| Name                     | Name           | Name                                | Name                             | Name |
| ukrainisch transkribiert | ukrainisch     | russisch                            | polnisch                         |      |
| ------------------------ | -------------- | ----------------------------------- | -------------------------------- | ---- |
| Bir                      | Бір            | Бор (Bor)                           | Kramenica                        |      |
| Borowe                   | Борове         | Боровое (Borowoje)                  | Borowa                           |      |
| Brodnyzja                | Бродниця       | Бродница (Brodniza)                 | Brodnica                         |      |
| Butowe                   | Бутове         | Бутово (Butowo)                     | Butów Brodnicki, Buttowo         |      |
| Dibriwsk                 | Дібрівськ      | Дибровск (Dibrowsk)                 | Dubrowsk                         |      |
| Holubne                  | Голубне        | Голубное (Golubnoje)                | Osowa                            |      |
| Iwantschyzi              | Іванчиці       | Иванчицы (Iwantschizy)              | Iwańczyce                        |      |
| Komory                   | Комори         | Коморы                              | Komory                           |      |
| Konyk                    | Коник          | Коник (Konik)                       | Konik                            |      |
| Kuchitska Wolja          | Кухітська Воля | Кухотская Воля (Kuchotskaja Wolja)  | Kuchecka Wola                    |      |
| Lyssytschyn              | Лисичин        | Лисичин (Lissitschin)               | Łysyszyn                         |      |
| Mlynok                   | Млинок         | Млынок                              | Młynek                           |      |
| Morotschne               | Морочне        | Морочное (Morotschnoje)             | Moroczna Wielka                  |      |
| Mutwyzja                 | Мутвиця        | Мутвица (Mutwiza)                   | Mutwica                          |      |
| Nenkowytschi             | Неньковичі     | Неньковичи (Nenkowitschi)           | Niańkowicze                      |      |
| Noworitschyzja           | Новорічиця     | Новоречица (Noworetschiza)          | Rzeczycka Wólka, Wólka Rzeczycka |      |
| Olexandrowe              | Олександрове   | Александрово (Alexandrowo)          | Nowe Aleksandrowskie             |      |
| Ostriwsk                 | Острівськ      | Островск (Ostrowsk)                 | Ostrowsk                         |      |
| Perekallja               | Перекалля      | Перекалье (Perekalje)               | Perekale                         |      |
| Prywitiwka               | Привітівка     | Приветовка (Priwetowka)             | Przywitówka, Prywitówka          |      |
| Ritschky                 | Річки          | Речки (Retschki)                    | Ryczki                           |      |
| Ritschyzja               | Річиця         | Речица (Retschiza)                  | Rzeczyca                         |      |
| Schdan                   | Ждань          | Ждань                               | Żdań                             |      |
| Selena Dibrowa           | Зелена Діброва | Зелёная Диброва (Seljonaja Dibrowa) | Kanawa                           |      |
| Sernyky                  | Серники        | Серники (Serniki)                   | Serniki                          |      |
| Solomyr                  | Соломир        | Соломир (Solomir)                   | Sołomir, Sołomirskie             |      |
| Tschernyn                | Чернин         | Чернин (Tschernin)                  | Czernin                          |      |
| Tychowysch               | Тиховиж        | Тиховиж (Tichowisch)                | Tychowyż, Tuchowyże              |      |
| Wowtschyzi               | Вовчиці        | Волчицы (Woltschizy)                | Wołczyce                         |      |
| Wytschiwka               | Вичівка        | Вичевка (Witschewka)                | Wiczówka                         |      |